# Karbow (Melz)
Karbow ist ein Ortsteil der Gemeinde Melz in Mecklenburg-Vorpommern. Der Ort hat die Form eines Straßendorfs mit zwei voneinander getrennten Siedlungen.

## Geografie
Die Landschaft um Karbow ist durch zahlreiche Seen und Flüsse geprägt. Die Nähe zur Müritz (ca. 6 km) macht den Ort Karbow zu einem beliebten Ziel für (Wasser-)Wanderer. Der Berlin-Kopenhagen-Radfahrweg und die Eiszeitroute Mecklenburgische Seenplatte führen unweit des Ortes vorbei. Die Nähe zur Bundesstraße 198 und zur Bundesautobahn 19 fördert den Tourismus.

## Geschichte
Karbow gehörte schon seit der deutschen Neubesiedelung zu den Melzer Besitzungen und war dann später ein Nebengut von Melz. Karbow wurde 1403 erstmals erwähnt. Auf das Folgejahr datiert ein Lehnsbrief, ausgestellt durch Claus und Christoph Fürsten zu Werle, der den Brüdern Claus und Henneke von Schonow mehrere Besitzungen im Land Röbel bestätigt, darunter 7 Hufen und 6 Weren in Karbow. Der Ort existiert allerdings wahrscheinlich schon etwas länger. Der Name des Ortes ist aus dem altslawischen „karb“ abgeleitet und heißt so viel wie „Feuerherd“, „Rauchloch“. Das Dorf besaß noch im Dreißigjährigen Krieg eine Kapelle, die in jenem niederbrannte. Etwa Ende des 18. Jahrhunderts kam die briefadelige Familie von Ferber in den Besitz von Gut Karbow. Der Reichsadelsstand wurde 1704 in Wien erteilt. Die Anerkennung in Mecklenburg-Schwerin erfolgte zwei Jahre danach. Die Besitz Karbow gehörte zunächst zu einem Güterkomplex des Johann Heinrich von Ferber (1764–1840), der als Major in Kursachsen diente, mit dem Hauptgut im benachbarten Melz. Seine Ehefrau war eine Baronesse Sophie von Keyserlingk. August von Ferber (1800–1881) und seine Ehefrau Sophie Hedwig von der Lühe stifteten einen Familienfideikommiss, zu dem Karbow, Melz und Priborn gehörten. Ihre ersten drei Söhne wurden dann jeweils mit einem Gut ausgestattet, der vierte Sohn starb früh als Dragonerleutnant. Ferber hatte sich nachmals in zweiter Ehe noch mit Ottilie von Bornstedt-Jessenitz liiert. Für 1896 weist das damalige Güter-Adress-Buch Mecklenburg zu Karbow 493 ha aus, davon 382 ha Ackerflächen. Der Besitz war zu jener Zeit verpachtet an Herrn Warnke.
In den Jahren 1927  verkaufte Otto von Ferber (1856–1925), respektive seine Frau Gertrud von Zychlinska (1860–1935), das 492 Hektar große Gut und einige Waldbestände an die Mecklenburgische Siedlungsgesellschaft GmbH mit Sitz in Rostock. Diese ließ 1929 die ersten Häuser in Karbow und 1936 im naheliegenden Ort Friedrichshof erste Bauernhäuser errichten. Insgesamt entstanden bis 1944 im Ort 23 Siedlungshöfe. Die meisten Siedler kamen vermutlich aus abgetretenen Gebieten die nach dem Ersten Weltkrieg infolge des Versailler Vertrages verlassen werden mussten. Die Söhne der ehemaligen Gutsbesitzerfamilie machten Karriere im Staatsdienst oder beim Militär. Harry von Ferber-Karbow wurde Landesgerichtsdirektor sowie später Syndikus bei einer Bank. Joachim von Ferber-Karbow war Major und Rechtsritter im Johanniterorden.
Bis 1877 besaß Karbow ein Herrenhaus, das aus nicht geklärten Gründen abbrannte. Das Haus wurde aber wieder aufgebaut und besaß nun eine zehnachsige Fassade. Ein zweiachsiger Mittelrisalit schmückte das Gebäude. Außerdem ist der damalige angeschlossene Park erwähnenswert, welcher u. a. auch fremdländische Gehölze vorweist. Prägend für Karbow sind außerdem die Eichenalleen. Das Herrenhaus wurde in den 1970er Jahren abgerissen, erhalten geblieben ist ein Nebengebäude. Neben dem Tourismus sind die landwirtschaftlichen Betriebe bis heute prägend für Karbow. Es gibt einen Hof für Freilandsauen und einen Hühnerhof.